# Susan G. Cole
Susan G. Cole, née le 9 février 1952, est une auteure, militante, éditrice, conférencière et dramaturge féministe canadienne. Elle s'est exprimée sur la liberté d'expression, la pornographie, la race, la religion. Son apparition en 2010 sur Fox News en soutien d'étudiants qui protestaient contre l'apparition d'Ann Coulter sur le campus de l'Université d'Ottawa l'a engagée dans le débat sur la liberté d'expression,,. En tant que militante lesbienne et mère (elle a une fille, Molly), elle s'exprime sur les problèmes de sexualité et de famille et est chroniqueuse.

## Biographie
Susan Cole est née le 9 février 1952 de Lillian et Maxwell Cole. En 1970, elle est diplômée de Forest Hill Collegiate Institute (en), où elle a été la première femme à être élue présidente du conseil des étudiants. Elle a obtenu son baccalauréat ès arts au Harvard College, où elle a aidé à fonder le premier collectif féminin de l'université en 1970. Elle a reçu la bourse Rockefeller de Harvard College en 1974 et a passé son année de bourse en Grèce.
Susan Cole a commencé sa vie professionnelle en tant que rédactrice pour l'émission télévisée du magazine The Education of Mike McManus à ce qui est maintenant TVOntario. Elle a rencontré l'auteur et rédacteur en chef de Maclean's, Peter Charles Newman qui, en 1976, en a fait son assistante pour son livre Bronfman Dynasty: The Rothschilds of the New World (McClelland & Stewart). En travaillant pour Newman, Susan Cole a aidé à fonder le Broadside Collective, qui a produit un magazine féministe mensuel de 1978 à 1988. Pendant cette période, Susan Cole a commencé son travail sur la pornographie, développant une analyse féministe qui a ouvert la voie à ses prochains livres.

## Activisme anti-pornographie
Susan Cole était membre de Women Against Violence Against Women (WAVAW), lorsque le film Snuff, un film pornographique se vantant de présenter le meurtre d'une femme comme un spectacle, a été projeté à Toronto en 1978. Elle a pris la parole lors d'un rassemblement devant la salle Cinema 2000, où le film était projeté, exhortant les manifestants à se rendre au théâtre pour le fermer et à déclencher une série de manifestations à l'extérieur du théâtre. WAVAW a continué plusieurs actions, y compris l'érection d'un cénotaphe alternatif le jour du Remembrance Day (« Every Woman Raped In Every War »).
L'activisme anti-pornographie de Susan Cole a motivé sa carrière de conférencière à travers le Canada pour y parler de pornographie. Elle a publié Pornography and the Sex Crisis en 1988, qui résumait son point de vue, y compris une série de débats sur les campus universitaires avec Al Goldstein (en), éditeur de Screw (en).
En 1995, elle a publié Power Surge: Sex Violence and Pornography, un recueil d'articles qu'elle a écrit dans Broadside, dans les anthologies Still Ain't Satisfied et No Safe Place et dans Now, où elle était alors rédactrice en chef.
Elle a participé à une série de débats sur les campus nord-américains avec l'ex-star du porno Ron Jeremy.

## Théâtre
Susan Cole a été membre du conseil d'administration du Nightwood Theatre (en), la première compagnie de théâtre pour femmes au Canada, de 1988 à 1991. Pendant ce temps, elle a été participante et organisatrice du cabaret féministe Nightwood's 5-Minute Feminist Cabaret, où, en 1988, elle a dit un monologue sur son expérience avec sa partenaire lesbienne Leslie pour essayer de concevoir un enfant. La performance a conduit Nightwood à lui commander une pièce complète, qu'elle a terminée en 1991. La comédie à succès A Fertile Imagination a été représentée à travers tout le Canada. Playwrights Canada Press a engagé Susan Cole pour recueillir et éditer une série de monologues lesbiens de pièces de théâtre canadiennes. OutSpoken: A Canadian Collection of Lesbian Scenes and Monologues a été publié en 2009.

## Activisme lesbien
Susan Cole est l'une des cofondatrices de Lesbian Organization of Toronto (en) (LOOT) la première organisation politique de lesbiennes à Toronto et, dans les années 1980, elle était une lesbienne prête à parler en public. Elle programme les Proud Voices literary stages lors des célébrations de Pride Week à Toronto.

## Musique
À la fin des années 1970, Susan Cole fut la cofondatrice du groupe exclusivement féminin de Toronto, Mama Quilla II (en), aux côtés de musiciennes telles que Lorraine Segato (en) et Lauri Conger (en). Elle a quitté le groupe bien avant leur seul enregistrement, un EP de 1982 conçu par Daniel Lanois (date à laquelle le groupe n'était plus un groupe exclusivement féminin). Mama Quilla II est devenu plus tard The Parachute Club (en) ; Susan Cole ne faisait pas partie du nouveau groupe, mais a continué à jouer du piano et à écrire des chansons pour No Frills avec Sherry Shute, Catherine Mackay et Evelyne Datl. No Frills a joué la première marche de la Gay Pride à Toronto en 1981. Un morceau enregistré par No Frills apparaît sur la bande originale de The Rebel Zone.

## Media
Susan Cole peut être entendue chaque semaine à la radio de Toronto sur CFMJ (en), dans l'émission de John Oakley tous les jeudis matin. Elle peut également être entendue sur Proud FM tous les jeudis après-midi. Elle tient une chronique au trimestriel féministe Herizons (en) et peut être lue chaque semaine dans Now
Susan Cole a commencé à écrire pour Now au début des années 80. Elle contribue au International Festival of Authors (en) du Harbourfront Centre (en) de Toronto et au festival Luminato de Toronto. Elle est la programmatrice de Proud Voices, scène littéraire de la Toronto Pride.
Susan Cole vit avec sa partenaire Leslie Chudnovsky à Toronto,.

## Publications
- Pornography and the Sex Crisis, Second Story Press, 1992  (ISBN 978-0929005461)
- Power Surge: Sex, Violence & Pornography, Second Story Press, 1995  (ISBN 9780929005782)
- Outspoken: A Canadian Collection of Lesbian Scenes and Monologues, Playwrights Canada Press, 2009  (ISBN 9780887547997)
- « Home Sweet Home? », Still Ain't Satisfied: Canadian Feminism Today, Connie Guberman, Margie Wolfe, Maureen Fitzgerald (éds.)  Second Story Press 1982  (ISBN 978-0889610743)
- « Gagged, Bound and Silenced : Confronting Pornography », Broadside, vol. 3, n°2, novembre 1981, p. 10-11 [lire en ligne]
- « Combatting the practice of pornography (censorship) », Broadside, vol. 5, n°10, aout-septembre 1984, p. 5 [[ lire en ligne]]